# Ypthima ypthimoides
Ypthima ypthimoides är en fjärilsart som beskrevs av Moore 1881. Ypthima ypthimoides ingår i släktet Ypthima och familjen praktfjärilar. Inga underarter finns listade i Catalogue of Life.